# Беловеждо храстово орехче
Беловеждо храстово орехче (Sericornis frontalis), наричано също беловеждо австралийско коприварче, е вид птица от семейство Acanthizidae.

## Разпространение
Видът е разпространен в Австралия.